# 邦洛克
邦洛克（法語：Bonloc，法語發音：[bɔ̃lɔk]）是法国大西洋比利牛斯省的一个市镇，属于巴约讷区。

## 地理
邦洛克（43°22'5.2"N, 1°16'5.6"W）面积1.02 平方千米，位于法国新阿基坦大区大西洋比利牛斯省，该省份为法国东南部省份，涵盖了贝阿恩与北巴斯克，西临大西洋比斯開灣，北至朗德省，东北接热尔省，东临上比利牛斯省，南与西班牙接壤。
与邦洛克接壤的市镇（或旧市镇、城区）包括：阿耶尔、阿斯帕伦、芒迪永德。
邦洛克的时区为UTC+01:00、UTC+02:00（夏令时）。

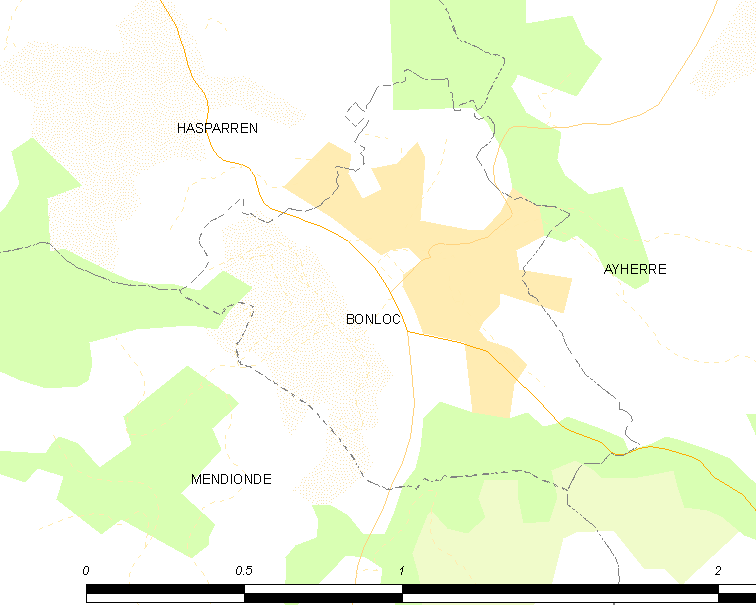
邦洛克的OSM定位图

## 行政
邦洛克的邮政编码为64240，INSEE市镇编码为64134。

## 政治
邦洛克所属的省级选区为比达什地区-阿米库塞-奥斯蒂巴尔县。

## 人口

1962-2008年间邦洛克人口变化图示

邦洛克于2022年1月1日时的人口数量为371人。